# Сидоряче
Сидоряче (также Сидорячье, укр. Сидоряче) — село в Полтавской области Украины. Входит в Полтавский район. До реформы 2015—2020 гг. входило в Сидоряченский сельский совет Котелевского района.
Код КОАТУУ — 5322285001. Население по переписи 2001 года составляло 280 человек.
Являлся административным центром Сидоряченского сельского совета, в который, кроме того, входило село Михайловка Первая.

## Географическое положение
Село находится на берегах реки Котельва,
выше по течению примыкает село Пархомовка (Краснокутский район),
ниже по течению на расстоянии в 3,5 км расположено село Чернещина.

## История
Хутор был приписан к Трехсвятительской церкви в Лутище
После 1920 поглощён хутор Спасковский
Село указано на специальной карте Западной части России Шуберта 1826—1840 годов как хутор Сидорякин

## Объекты социальной сферы
- Школа І—ІІ ст.
- Клуб.

## Достопримечательности
- Братская могила советских воинов.